# 小野寺史宜
小野寺 史宜（おのでら ふみのり、1968年 - ）は、日本の小説家。千葉県生まれ。千葉市立真砂第三小学校卒業。千葉市立真砂第一中学校卒業。千葉市立稲毛高等学校卒業。法政大学文学部英文学科卒業。
2006年、短編「裏へ走り蹴り込め」で第86回オール讀物新人賞を受賞（乾ルカと同時受賞）。2008年、『ROCKER』でポプラ社主催の第3回ポプラ社小説大賞優秀賞を受賞し同作で単行本デビュー。
2019年、『ひと』が第16回本屋大賞で第2位にランクイン。2022年には同作で第３回宮崎本大賞を受賞する。

## 作品リスト

### 単行本

#### みつばの郵便屋さんシリーズ
1. みつばの郵便屋さん（2012年5月 ポプラ社 / 2014年7月 ポプラ文庫）
2. みつばの郵便屋さん 先生が待つ手紙（2015年2月 ポプラ文庫）
3. みつばの郵便屋さん 二代目も配達中（2015年11月 ポプラ文庫）
4. みつばの郵便屋さん 幸せの公園（2017年10月 ポプラ文庫）
5. みつばの郵便屋さん 奇蹟がめぐる町（2018年11月 ポプラ文庫）
6. みつばの郵便屋さん 階下の君は（2020年11月 ポプラ文庫）
7. みつばの郵便屋さん あなたを祝う人（2022年6月 ポプラ文庫）
8. みつばの郵便屋さん　そして明日も地球はまわる（2024年9月 ポプラ文庫）

##### みつばシリーズ（みつばの郵便屋さんスピンオフ）
- 本日も教官なり（2017年9月　KADOKAWA / 2020年9月 角川文庫）
- みつばの泉ちゃん（2023年5月 ポプラ社）
- ディア・オールド・ニュータウン（2025年3月 KADOKAWA）

#### タクジョ!シリーズ
1. タクジョ!（2020年8月 実業之日本社 / 2022年10月 実業之日本社文庫）
2. タクジョ！ みんなのみち（2022年11月 実業之日本社）

2000年代
- ROCKER（2008年11月 ポプラ社 / 2012年1月 ポプラ文庫ピュアフル）
- カニザノビー（2009年6月 ポプラ社）
  - 【改題】ナオタの星（2019年6月 ポプラ文庫）

2010年代
- 転がる空に雨は降らない（2012年7月 新潮社）
  - 【改題】リカバリー（2017年11月 新潮文庫）
- 牛丼愛 ビーフボウル・ラヴ（2014年1月 実業之日本社）
  - 【改題】人生は並盛で (2019年2月 実業之日本社文庫）
- それは甘くないかなあ、森くん。（2014年7月 ポプラ社）
  - 【改題】東京放浪（2016年8月 ポプラ文庫）
- 片見里なまぐさグッジョブ（2014年9月 幻冬舎）
  - 【改題】片見里、二代目坊主と草食男子の不器用リベンジ（2016年6月 幻冬舎文庫）
- ホケツ！（2015年2月 祥伝社 / 祥伝社文庫 2018年9月）
- その愛の程度（2015年6月　講談社 / 2019年9月 講談社文庫）
- ひりつく夜の音（2015年9月 新潮社 / 2019年9月 新潮文庫）
- 近いはずの人（2016年2月 講談社 / 2020年1月 講談社文庫）
- 家族のシナリオ（2016年6月 祥伝社 / 2019年7月 祥伝社文庫）
- 太郎とさくら（2017年1月 ポプラ社 / 2020年3月 ポプラ文庫）
- それ自体が奇跡（2018年1月 講談社）
- ひと（2018年4月 祥伝社 / 2021年4月 祥伝社文庫）
- 夜の側に立つ（2018年8月 新潮社）
- 縁 (2019年9月 講談社 / 2021年9月 講談社文庫）
- まち（2019年11月 祥伝社 / 2021年2月 誰でも文庫、大活字文化普及協会）

2020年代
- 今日も町の隅で（2020年2月 KADOKAWA / 2023年2月 角川文庫）
- 食っちゃ寝て書いて（2020年5月 KADOKAWA / 2023年12月 角川文庫）
- 今夜（2020年11月 新潮社）
- 天使と悪魔のシネマ（2021年2月 ポプラ社 / 2024年9月 ポプラ文庫）
- 片見里荒川コネクション（2021年5月 幻冬舎 / 2023年4月 幻冬舎文庫）
- 夜の側に立つ（2021年5月 新潮文庫）
- ライフ（2021年7月 ポプラ文庫）
- とにもかくにもごはん（2021年8月 講談社 / 2023年9月 講談社文庫）
- ミニシアターの六人（2021年11月 小学館 / 2024年10月 小学館文庫）
- いえ（2022年9月 祥伝社 / 2025年2月 祥伝社文庫）
- 奇跡集（2022年5月 集英社）
- レジデンス（2022年8月 KADOKAWA/ 2024年12月 角川文庫）
- 君に光射す（2023年2月 双葉社）
- 夫妻集（2023年8月 講談社）
- 町なか番外地（2024年5月 ポプラ社）
- モノ（2024年8月 実業之日本社）
- タッグ（2024年12月 角川文庫）

### アンソロジー
「」内が小野寺史宜の作品
- 君と過ごす季節 秋から冬へ、12の暦物語（2012年12月 ポプラ文庫）「寒露」
- 黒猫を飼い始めた（2023年2月 講談社）「猫飼人」
- Sweet & Bitter2 気になるあの子の恋 （2024年12月 岩崎書店）「好き。」

### エッセイ
- 銀座に住むのはまだ早い（2023年1月 柏書房）

### 雑誌等掲載短編
- 裏へ走り蹴り込め （『オール讀物』2006年5月号）
- 十年後の二羽 （『小説新潮』2016年3月号）
- ハナダソフ （『小説すばる』2016年10月号）
- ハグは十五秒 （『小説すばる』2017年3月号）
- 十キロ空走る （『小説すばる』2017年10月号）
- 梅雨明けヤジオ （『小説すばる』2018年4月号）
- カートおじさん （『小説すばる』2018年9月号）
- 猫飼人（「Mephisto Readers Club」2022年5月23日）